# João Vicente Torres Homem
João Vicente Torres Homem, primeiro e único barão com grandeza de Torres Homem (Rio de Janeiro, 23 de novembro de 1837 - Rio de Janeiro, 4 de novembro de 1887) foi um médico brasileiro.
Era filho do Dr. Joaquim Vicente Torres Homem, professor da Faculdade de Medicina do Rio de Janeiro, e de Bernarda Angélica dos Santos Torres. Estudou em colégios particulares do Rio e depois ingressou na Faculdade de Medicina do Rio de Janeiro. Terminado o curso, em 1858, foi interno residente do Hospital Militar da Corte. Depois médico adjunto da Santa Casa de Misericórdia. Em 1862, com mais outros fundou a Gazeta Médica do Rio de Janeiro, uma das poucas publicações especializadas na época. 
Por muito tempo, foi médico pessoal do imperador Dom Pedro II.
Foi membro da Academia Nacional de Medicina. Era comendador da Imperial Ordem da Rosa. Agraciado barão com grandeza por decreto de 14 de julho de 1887.